# GT Racing
El GT Racing es un equipo de automovilismo, creada por el piloto argentino Gustavo Tadei. Fue fundada bajo el nombre de Tadei Motorsports, siendo inicialmente formada por el grupo humano que trabajaba en torno a su coche, durante su incursión en el TRV6. 
En el año 2005, comenzó su incursión en el Top Race V6, donde siempre fue característico por competir con un Chevrolet Vectra II pintado de rojo. En el año 2009 la escudería dejó de denominarse Tadei Motorsports, cambiando esta denominación por GT Racing.
Además de su equipo de TRV6, el GT Racing también participó en la divisional Top Race Junior, con la cual obtuvo el campeonato en el año 2009 de esta categoría y con Germán Giles al volante de un Chevrolet Vectra II. En el año 2011, luego del recambio institucional del nombre de esa divisional ocurrido en 2010, Federico Lifschitz obtiene el campeonato del Top Race Series, siendo este el último de esa divisional antes de su división entre Top Race Series y Top Race Junior.
Desde su fundación, este equipo se mantuvo compitiendo dentro de las diferentes divisiones de la Top Race, hasta la temporada 2020, logrando importantes resultados, como el subcampeonato de Gustavo Tadei en 2014 o los campeonatos de Giles y Lifschitz en TR Series. Tras su última participación en 2020, Tadei resolvió retirarse de la actividad deportiva, asumiendo funciones administrativas y de asesoramiento.
En 2022, Tadei se sumaría al equipo DM Team de Alejandro Leguizamón, para colaborar como asesor técnico de Baltazar Leguizamón durante su incursión en el Top Race y el TC Mouras, cediéndole además la conducción de su Chevrolet Cruze. Al año siguiente, fue primeramente convocado por el equipo Tinos Sport para ejercer funciones de Director Deportivo. Al mismo tiempo y en la misma temporada, fue convocado por el piloto José Carlos Montanari, quien había adquirido dos unidades para competir en la categoría TC Pista Pick Up, creando su propio equipo, Montanari Racing. En efecto, Tadei dispuso de las instalaciones de su equipo GT Racing para la atención de las unidades de Montanari, quien a su vez propició en 2024 el debut en su escudería de Gustavo Tadei II.

## Historia

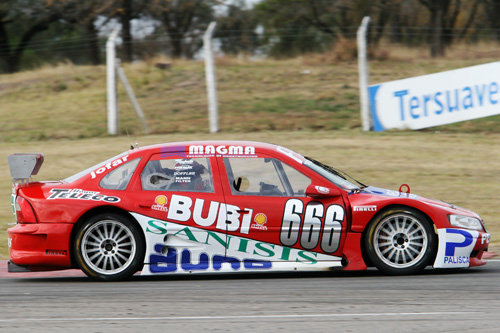
Gustavo Tadei piloteando su Chevrolet Vectra II de Top Race V6, en 2009.

El equipo GT Racing, propiedad del piloto Gustavo Tadei, nació como tal en el año 2005 bajo la denominación Tadei Motorsports. Este equipo, fue edificado por Tadei, sobre la base de su experiencia acumulada tanto en el Turismo Carretera como en el Top Race. Precisamente en esta última categoría es donde la escudería alcanzó mayor notoriedad y donde se erige como protagonista, participando en las dos divisionales de la misma: El TRV6 y el Top Race Series.
El camino iniciado por el Tadei Motorsports se dio durante su incursión en el TRV6, donde el piloto nacido en la localidad de Salto, competía con un Chevrolet Vectra II de color rojo, pero representando en su coche al Club Atlético Nueva Chicago, que decoraba su unidad con dos escudos de la institución. El paso de Tadei por el TRV6, pronto lo convirtió en una figura importante de la categoría y más aún por su defensa a la marca Chevrolet.
En 2008, Tadei debió lidiar con una situación difícil: La categoría había decidido reformular el patrón de homologación de carrocerías, excluyendo del mismo al Chevrolet Vectra. Convencido de que el modelo no debía faltar en la grilla del Top Race, se presentó a competir con esta unidad, frente a sus rivales de los cuales todos aquellos que corrían con este modelo, decidieron cambiar de marca dejando a Tadei solo con el único Vectra en pista. Ese año sorprendió a todos llegando al triunfo y ubicándose en un meritorio cuarto lugar al final del campeonato.
En 2007, el equipo se agrandó con la incursión en el Top Race Junior del piloto Germán Giles. Para 2009, el equipo de TRV6 cuenta con la incursión del piloto Ivo Perabó y con la inclusión en el equipo de TR Junior de los pilotos Gustavo Micheloud y Christian Casco. Ese año, el equipo se llevó el título y el segundo puesto del TR Junior con Giles y Micheloud respectivamente. También en ese entonces, tuvo su debut en la categoría el piloto Laureano Campanera, quién también se presentó con un Chevrolet Vectra II y que solicitó apoyo técnico al equipo de Tadei. Es en este año que el equipo también cambia su denominación a GT Racing.
En 2010 y perjudicado por el cambio de carrozado sufrido por la marca Chevrolet, Tadei decidió abandonar la marca que tantos años defendió pasándose a Ford, la marca que defendiera en sus inicios en el Turismo Carretera. Este año propició el ascenso de sus pilotos Giles y Micheloud, de los cuales solo el subcampeón de la Junior quedó en el equipo. En tanto que en el TR Junior, renovó su plantel de pilotos, incorporando a varios juveniles y como estandarte de este equipo, al internacional Nicolás Filiberti. A mediados de 2010, Micheloud dejó de participar, producto de un grave accidente de tránsito, siendo su lugar ocupado por Esteban Tuero.

## Pilotos

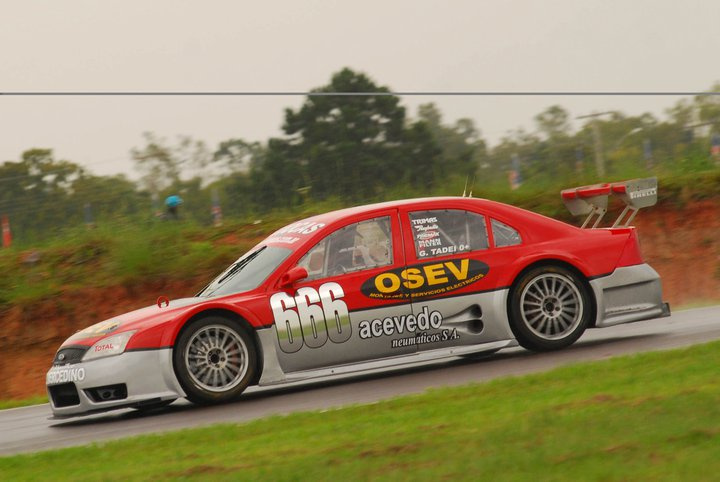
Ford Mondeo II utilizado por Gustavo Tadei entre 2010 y 2011

| Pilotos               | Categoría          | Automóvil             | Años      |
| --------------------- | ------------------ | --------------------- | --------- |
| Ivo Perabó            | TRV6               | Volkswagen Passat V   | 2009      |
| Germán Giles          | Top Race Junior    | Chevrolet Vectra II   | 2008-2009 |
| Gustavo Micheloud     | Top Race Junior    | Ford Mondeo II        | 2009      |
| Gustavo Micheloud     | Top Race V6        | Chevrolet Vectra III  | 2010      |
| Gustavo Micheloud     | Top Race V6        | Ford Mondeo II        | 2010      |
| Gustavo Micheloud     | Top Race V6        | Mercedes-Benz C-204   | 2015      |
| Christian Casco       | Top Race Junior    | Ford Mondeo II        | 2008-2009 |
| Octavio Chagas        | Top Race Junior    | Ford Mondeo II        | 2009-2011 |
| Octavio Chagas        | Top Race Junior    | Chevrolet Vectra II   | 2009-2011 |
| Germán Sirvent        | Top Race Junior    | Chevrolet Vectra II   | 2010-2011 |
| Germán Sirvent        | Top Race Series    | Volkswagen Passat V   | 2012      |
| Germán Sirvent        | Top Race V6        | Chevrolet Cruze I     | 2013-2014 |
| Nicolás González      | Top Race Junior    | Ford Mondeo II        | 2010      |
| Nicolás Filiberti     | Top Race Series    | Alfa Romeo 156        | 2010-2011 |
| Nicolás Filiberti     | Top Race Series    | Chevrolet Vectra II   | 2010-2011 |
| Eric Lichtenstein     | Top Race Series    | Ford Mondeo II        | 2011      |
| Esteban Tuero         | TRV6               | Ford Mondeo II        | 2010-2011 |
| Tomás Urretavizcaya   | TRV6               | Ford Mondeo II        | 2011      |
| Tomás Urretavizcaya   | TRV6               | Mercedes-Benz Clase C | 2011      |
| Roberto Urretavizcaya | TRV6               | Ford Mondeo II        | 2011      |
| Martín Palermo        | Top Race Series    | Chevrolet Vectra II   | 2011      |
| Roberto Abbondanzieri | Top Race Series    | Chevrolet Vectra II   | 2011      |
| Walter Conta          | Top Race Series    | Chevrolet Vectra II   | 2011      |
| Facundo Conta         | Top Race Junior    | Chevrolet Vectra II   | 2011-2012 |
| Facundo Conta         | Top Race Junior    | Ford Mondeo II        | 2011-2012 |
| Facundo Conta         | Top Race Series    | Mercedes-Benz C-203   | 2013      |
| Luciano Farroni       | Top Race Series    | Alfa Romeo 156        | 2011      |
| Nazareno López        | Top Race Series    | Chevrolet Vectra II   | 2011      |
| Cristian Giuliano     | Top Race Series    | Chevrolet Vectra II   | 2010-2011 |
| Cristian Giuliano     | Top Race Series    | Ford Mondeo II        | 2010-2011 |
| Juan Carlos Iglesias  | Top Race Series    | Chevrolet Vectra II   | 2011      |
| Florencio Dadomo      | Top Race Series    | Ford Mondeo II        | 2011      |
| Federico Lifschitz    | Top Race Series    | Ford Mondeo II        | 2011      |
| Federico Lifschitz    | Top Race Series V6 | Mercedes-Benz Clase C | 2012      |
| Cristian Dentella     | Top Race Junior    | Alfa Romeo 156        | 2011      |
| Cristian Dentella     | Top Race Series V6 | Volkswagen Passat V   | 2012      |
| Marcelo Agrelo        | Top Race V6        | Chevrolet Cruze I     | 2012-2014 |
| Matías Rodríguez      | Top Race V6        | Mercedes-Benz C-204   | 2012-2013 |
| Omar Martínez         | Top Race V6        | Mercedes-Benz C-204   | 2012      |
| Juan Manuel Lorio     | Top Race Series V6 | Volkswagen Passat V   | 2012      |
| Franco De Leonardis   | Top Race Series V6 | Mercedes-Benz Clase C | 2012      |
| Oscar Sánchez         | Top Race V6        | Chevrolet Cruze I     | 2016      |

## Automóviles utilizados por el GT Racing

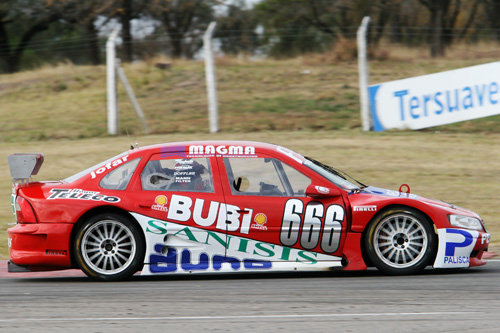
Chevrolet Vectra II de Top Race V6
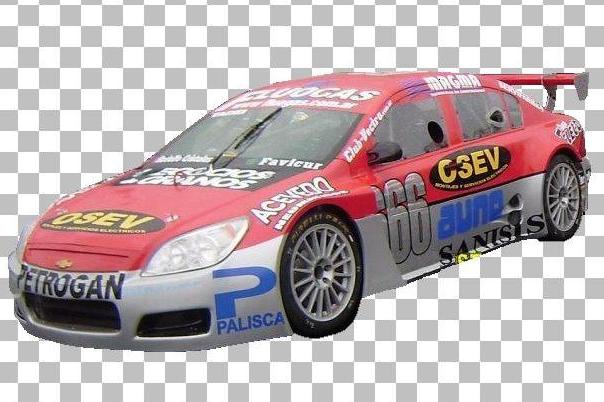
Chevrolet Vectra III de Top Race V6
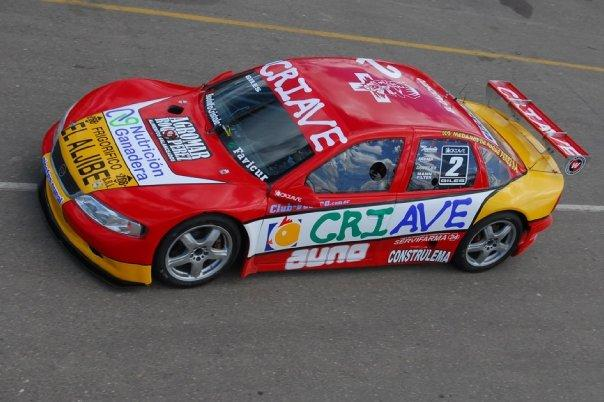
Chevrolet Vectra II de Top Race Junior (2009)
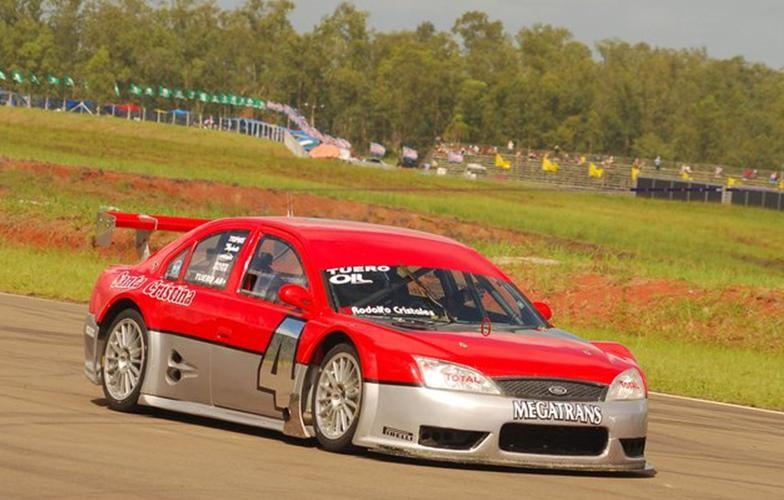
Ford Mondeo II de Top Race V6 (2011)

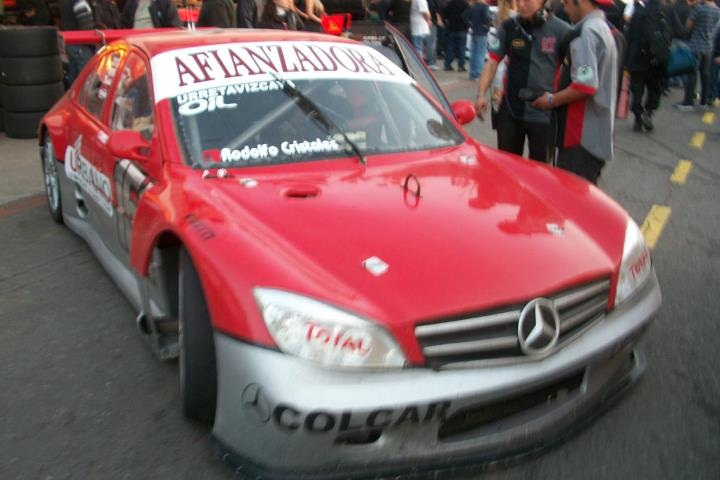
Mercedes-Benz Clase C de Top Race V6 (2011)
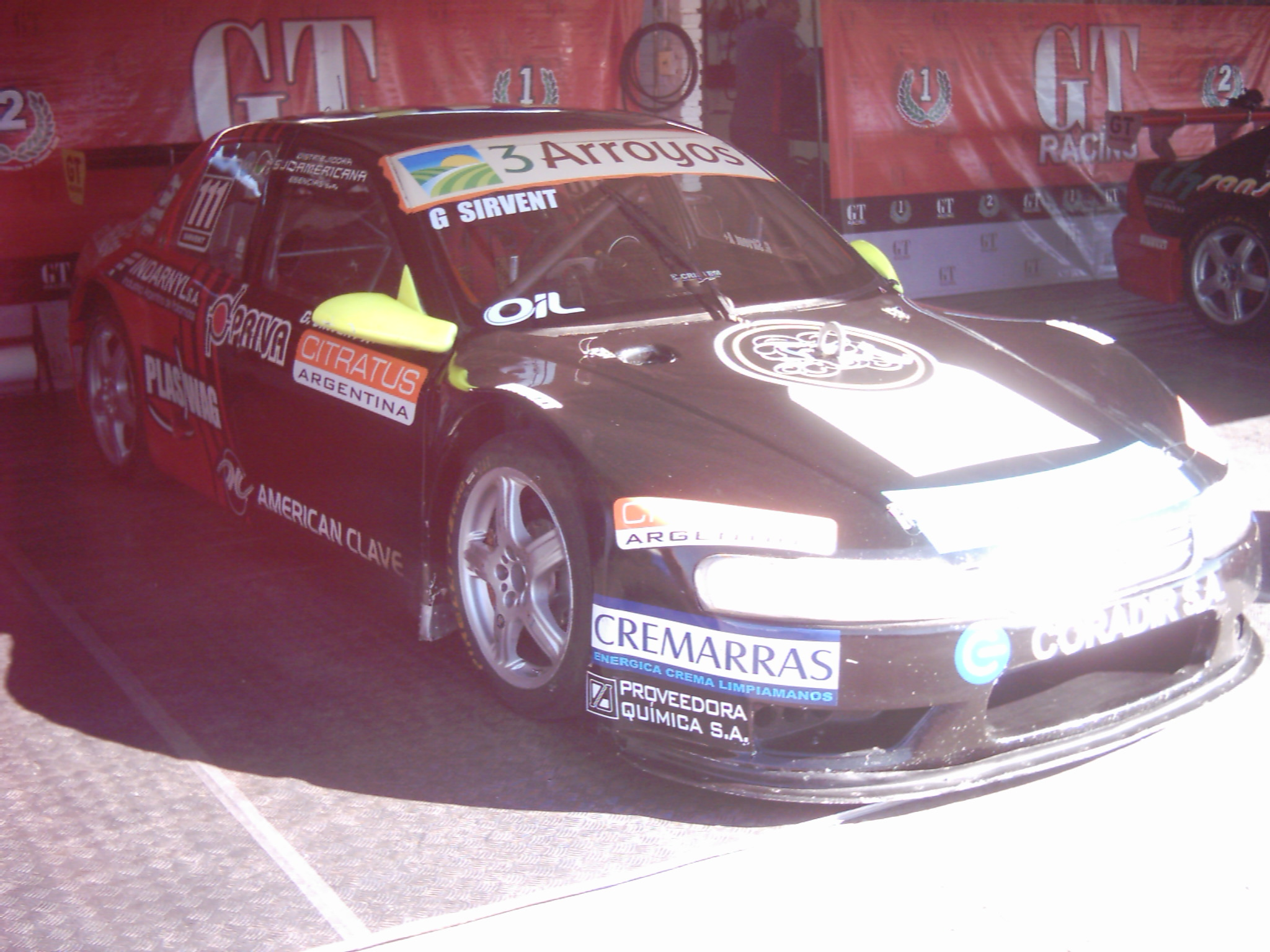
Chevrolet Vectra II de Top Race Series (2011)
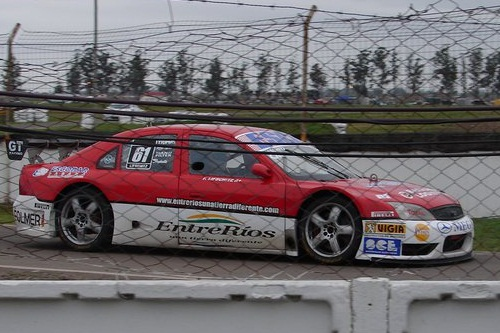
Ford Mondeo II de Top Race Series (2011)
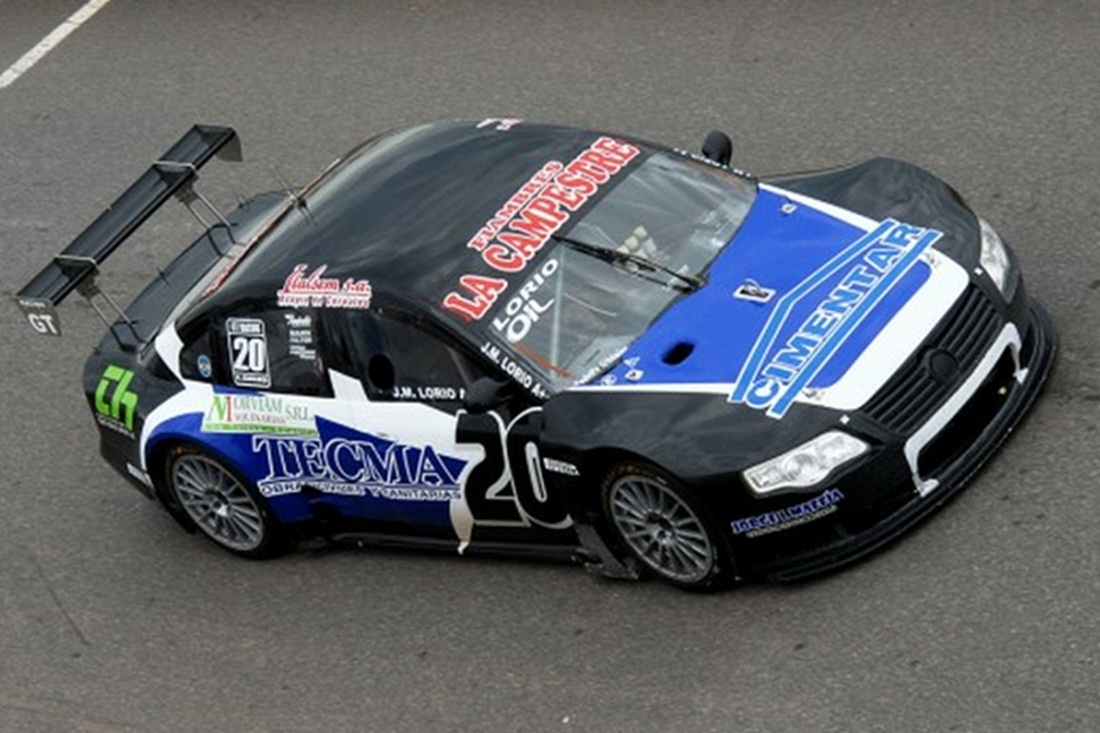
Volkswagen Passat V de Top Race Series V6 (2012)